# Stiftelsen Stockholms Studentbostäder

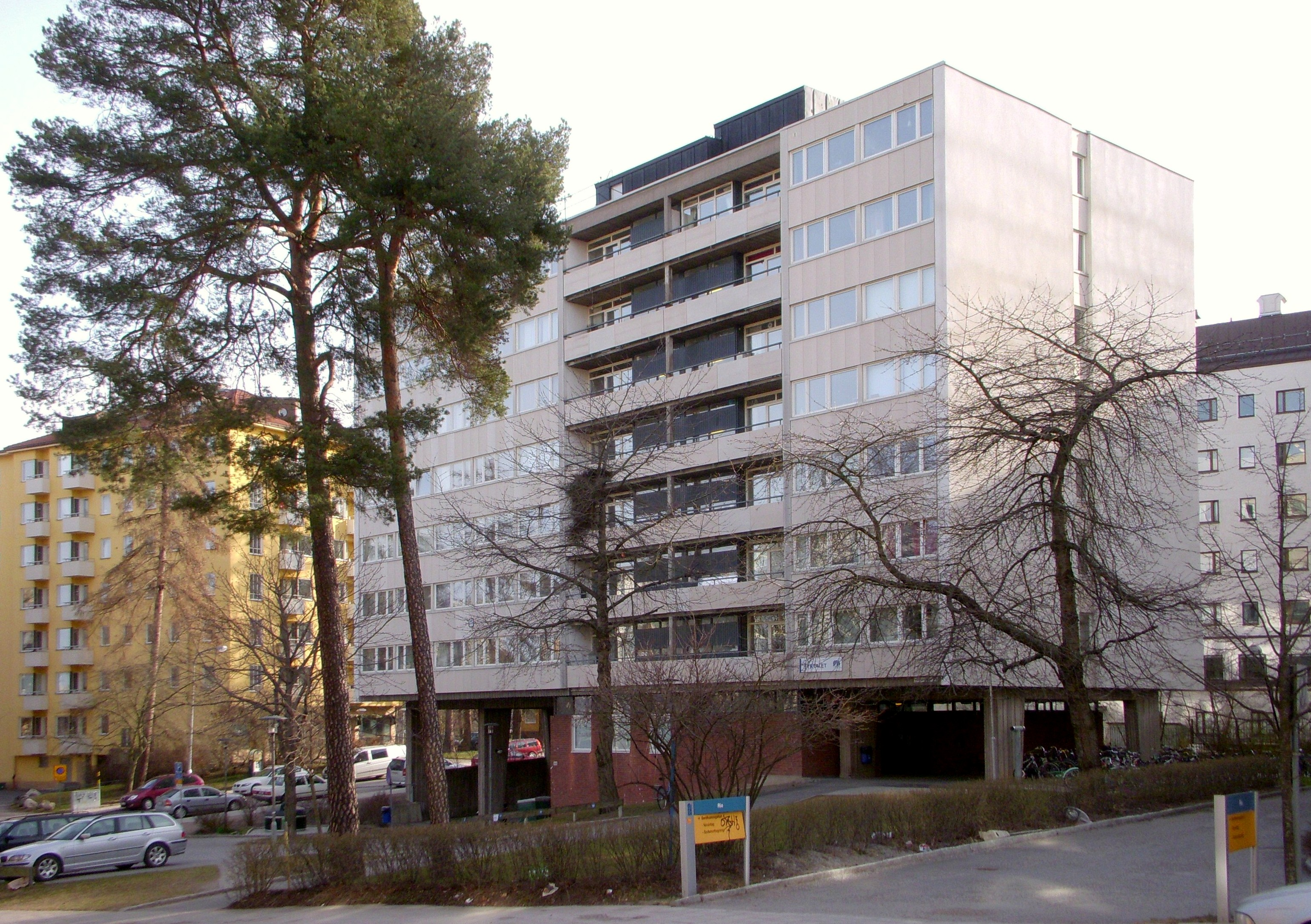
Fyrtalet vid Värtavägen 66.

Stiftelsen Stockholms Studentbostäder, SSSB, är Sveriges största studentbostadsföretag och har 8 000 rum och lägenheter i Stockholm.  Företaget äger, förvaltar, förmedlar och bygger studentbostäder.  Företaget drivs i stiftelseform där Stockholms studentkårers centralorganisations, SSCOs, studentråd, utser Stockholms studentbostäders styrelse.  Stockholms studentkårer grundade stiftelsen 1958. Stiftelsens ändamål är att tillhandahålla bostäder för studenter som är medlemmar i en SSCO-ansluten elev- eller studentkår.

## Historia
Stiftelsen Stockholms studentbostäder grundades i januari 1958 då bostadsbristen för studenter i Stockholm var alarmerande. Vid tidpunkten erbjöds endast sex procent av studenterna i Stockholm en studentbostad. Studentkårerna i Stockholm, nuvarande SSCO, startade en insamling med målet att bygga fler studentbostäder.  Med ett insamlat stiftelsekapital köptes den första tomtmarken som låg i kvarteret Väbeln, på Gärdet. Köpeskillingen låg då på 900 000. Stockholms stad betalade halva köpeskillingen. 1961 stod Stockholms studentbostäders första egna byggnad klar och de första studenterna kunde flytta in i bostadsområdet Jerum. 
I dag (2015) har SSSB cirka 8 000 studentbostäder i Stockholm. Stiftelsen äger majoriteten av fastigheterna men hyr även in och förvaltar vissa delar av det totala bostadsbeståndet.

## Bostadsbestånd
Stiftelsen äger och förvaltar bostäder i 26 olika områden i Stockholm. Majoriteten av bostäderna ligger i Stockholms kommun, men bostäder finns även i bland annat Solna, Huddinge och Täby kommun. Stiftelsen har även studentbostäder i Gamla Stan.
SSSB har totalt cirka 8000 studentbostäder och skriver nya kontrakt för närmare 4 000 av dessa bostäder varje år. In- och utflyttningen i bostäderna är hög, då bostäderna endast är till för studenter under tiden de studerar. 
SSSB:s största bostadsområde ligger i Norra Djurgården. Lappkärrsberget, även kallat "Lappis", hyser cirka 2040 studentbostäder och har utvecklats till en egen studentbostadsdel.